# ستانلي جي. بنر
ستانلي جي. بنر (بالإنجليزية: Stanley G. Benner)‏ هو ضابط أمريكي، ولد في 5 يوليو 1916 في أرلينغتون ‏ في الولايات المتحدة، وتوفي في 26 أكتوبر 1942 في جوادالكانال في جزر سليمان.